# Зварткрёйс, Ян
Йоханнес Херманюс Хендрикюс (Ян) Зварткрёйс (нидерл. Johannes Hermanus Hendrikus "Jan" Zwartkruis; 18 февраля 1926, Элст, Гелдерланд — 7 марта 2013, Амерсфорт, Утрехт) — нидерландский футбольный тренер.

## Биография
В 1950-е он выступал на позиции правого защитника в ХВЦ из Амерсфорта. В 1962 году, будучи капитаном Королевских военно-воздушных сил Нидерландов, возглавил футбольную сборную страны среди военных. Позднее Зварткрейс стал помощником главного тренера сборной Нидерландов Георга Кнобела и его преемника Эрнста Хаппеля. В 1978 году эта сборная дошла до финала чемпионата мира, где в дополнительное время уступила сборной Аргентины — 1:3.
В том же 1978 году Зварткрейс возглавил национальную команду, которую вывел на чемпионат Европы-1980. Но на нём нидерландцы не смогли выйти из группы, и в 1981 году Зварткрейс уступил должность главного тренера Кесу Рейверсу.
Позднее специалист возглавлял сборные Нидерландских Антильских островов и Тринидада и Тобаго.